# Bijjala II
Bijjala II (1130–1167 d. C.) fue el Mahamandaleshwara de los Chalukyas Kalyani. Fue el más famoso de los reyes Kalachuris of Kalyani que gobernó inicialmente como vasallo de Chalukya Vikramaditya VI. Gobernó como Mahamandalesvara (jefe o gobernador) sobre las provincias Karhada-4000 y Tardavadi-1000, designaciones dadas a territorios dentro del reino más grande de Chalukya occidental.
Se rebeló contra el Imperio Chalukya occidental, asumió títulos imperiales en 1157 y gobernó junto con sus sucesores la meseta del Decán durante un cuarto de siglo.

## El oportunismo de Bijjala
Después de la muerte de Vikramaditya VI, viendo el debilitamiento del imperio, Bijjala II declaró la independencia. La inscripción de Chikkalagi se refiere a Bijjala como Mahabhujabalachakravarti, que en sánscrito significa literalmente el gran (maha) gobernante sin oposición (cakravartin) con brazos fuertes (bala) (bhuja). En la época de Chalukya Taila III, los intentos de Bijjala de lograr la independencia parecen haberse extendido también a otros feudatarios. Kakatiya Prola II se liberó del dominio Chalukya a mediados del siglo XII. Hacia el año 1162 d. C. Bijjala II había logrado expulsar a Taila III de Kalyani, la capital Chalukya. Asumió títulos Chalukyan como Sriprithvivallabha y Parameshvara. Trasladó su capital de Mangalavada a Kalyani, también conocida como Basavakalyan.

## Muerte
Su gobierno estuvo marcado por la turbulencia, tanto en el ámbito interno como en el social. Según el historiador Dr. PB Desai, Bijjala II se volvió muy impopular entre los seguidores de Basava y fue asesinado por ellos. Sin embargo, el Dr. Desai confirma que el propio Basava no fue responsable de este incidente. Fue sucedido en el trono por su hijo menor, Sovideva.